# Marcelo De Césari
Marcelo De Césari, a volte riportato come Marcelino De Césari (fl. XX secolo), è stato un calciatore argentino, di ruolo attaccante.

## Caratteristiche tecniche
Giocava come ala sinistra o interno destro.

## Carriera

### Club
De Césari giocò per l'Atlanta segnatamente nel biennio 1919-1920, partecipando, peraltro, alla vittoria per 8-2 sul San Isidro con una doppietta. Aveva esordito nel club nel 1917 e vi rimase fino al 1922; dall'Atlanta si trasferì, poi, al Boca Juniors, con la cui maglia esordì il 23 aprile 1922 contro lo Sportivo Dock Sud; segnò la sua unica rete nel club il 18 giugno contro lo Sportivo del Norte. Lasciò il Boca il 28 gennaio 1923, tornando all'Atlanta; giocò, in seguito, anche al San Telmo in seconda divisione, sempre nel periodo dilettantistico, presenziando in prima squadra nel 1925 e nel 1926. In quest'ultima stagione segnò contro l'Albión e giocò gli spareggi promozione contro l'Honor y Patria.

### Nazionale
Nel 1922 fu convocato per il Campeonato Sudamericano: in tale competizione esordì il 18 ottobre contro il Paraguay a Rio de Janeiro, in quello che fu anche il suo debutto assoluto in Nazionale. Nel 1922 giocò un'altra gara, valida per la Copa Roca, contro il Brasile il 22 ottobre.

## Statistiche

### Cronologia presenze e reti in Nazionale
| Cronologia completa delle presenze e delle reti in nazionale ― Argentina | Cronologia completa delle presenze e delle reti in nazionale ― Argentina | Cronologia completa delle presenze e delle reti in nazionale ― Argentina | Cronologia completa delle presenze e delle reti in nazionale ― Argentina | Cronologia completa delle presenze e delle reti in nazionale ― Argentina | Cronologia completa delle presenze e delle reti in nazionale ― Argentina | Cronologia completa delle presenze e delle reti in nazionale ― Argentina | Cronologia completa delle presenze e delle reti in nazionale ― Argentina |
| Data                                                                     | Città                                                                    | In casa                                                                  | Risultato                                                                | Ospiti                                                                   | Competizione                                                             | Reti                                                                     | Note                                                                     |
| ------------------------------------------------------------------------ | ------------------------------------------------------------------------ | ------------------------------------------------------------------------ | ------------------------------------------------------------------------ | ------------------------------------------------------------------------ | ------------------------------------------------------------------------ | ------------------------------------------------------------------------ | ------------------------------------------------------------------------ |
| 18/10/1922                                                               | Rio de Janeiro                                                           | Argentina                                                                | 2 – 0                                                                    | Paraguay                                                                 | Campeonato Sudamericano de Football                                      | 0                                                                        |                                                                          |
| 22/10/1922                                                               | Rio de Janeiro                                                           | Brasile                                                                  | 1 – 2                                                                    | Argentina                                                                | Copa Roca                                                                | 0                                                                        |                                                                          |
| Totale                                                                   |                                                                          | Presenze                                                                 | 2                                                                        |                                                                          | Reti                                                                     | 0                                                                        |                                                                          |